# Røddinglundcentret
Røddinglundcentret er en selvejende institution beliggende i Trehøje Kommune mellem Herning, Holstebro og Ringkøbing og har Vildbjerg i øst som nærmeste by. Centret drives af Sct. Georgs Gildet i Herning.
Centret, som har plads til godt 100 spejdere, anvendes bl.a. til lejrskoler, sommerlejre, møder, stævner og weekendstræf. Centret er indrettet med hovedbygning og to toiletbygninger tilhørende raftelade og brændeskur samt to store lejrområder og en mindre skovsø. Nord for centret finder man Tihøje i Røddinglund plantage samt et større naturreservat.
Røddinglund er i efterårsferien ofte brugt af Det Danske Spejderkorps til deres ledelses kursus, PLan, hvor holdet, eller teamet, der arrangerer kurset, er et af korpsets ældste.

## Ekstern henvisning
- Røddinglundcentrets officielle hjemmeside

|  | Denne artikel om en bygning eller et bygningsværk kan blive bedre, hvis der indsættes et (bedre) billede. Du kan hjælpe ved at afsøge Wikimedia Commons for et passende billede eller lægge et op på Wikimedia Commons med en af de tilladte licenser og indsætte det i artiklen. |

56°11′59″N 8°40′33″Ø / 56.1998°N 8.6758°Ø